# Elijah Wood

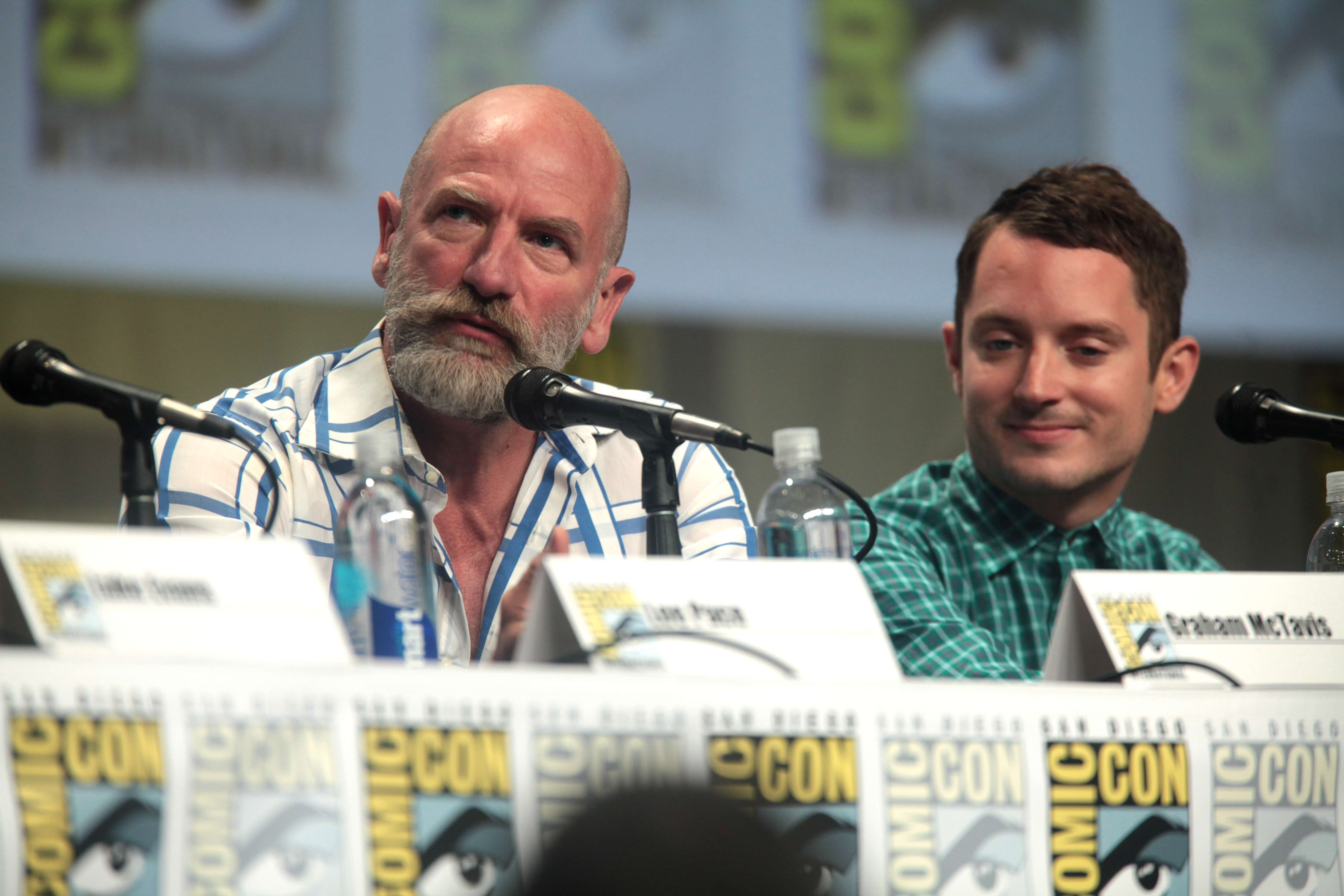
Elijah Wood s Grahamem McTavishem na konferenci filmu Hobit: Bitva pěti armád

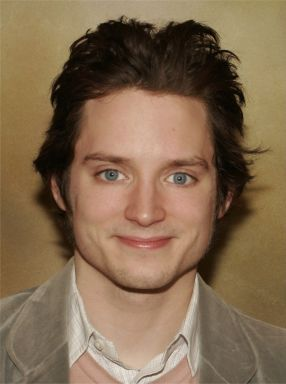
Elijah Wood v roce 2008

Elijah Jordan Wood (* 28. ledna 1981 Cedar Rapids, Iowa) je americký filmový herec.
S herectvím začal již v osmi letech. Jeho nejvýznamnější role je Frodo Pytlík, kterého ztvárnil ve filmové trilogii Pán prstenů (2001–2003, v originále The Lord of the Rings) režiséra Petera Jacksona. Postavu Froda si zopakoval ve filmu Hobit: Neočekávaná cesta (2012).
Díky této roli se jméno Elijah Wood zapsalo do širokého povědomí nejen milovníků fantasy žánru. Přesto ještě v „před-frodovském“ období hrál v několika kritiky velmi dobře hodnocených filmech, např. Avalon (1990), Strom snů (The War, 1994) nebo Ledová bouře (The Ice Storm) z roku 1997.
Po Pánovi prstenů hrál převážně v nízkorozpočtových nezávislých snímcích a jeho role by se daly označit jako menší. Do této kategorie se dají zařadit snímky jako Věčný svit neposkvrněné mysli (Eternal Sunshine of the Spotless Mind) z roku 2004, Sin City – město hříchu (Sin City), Naprosto osvětleno (Everything Is Illuminated), Hooligans (Green Street) – všechny filmy z roku 2005, nebo Paříži, miluji tě z roku 2006. V roce 2013 si po boku Vina Diesla a Rose Leslie zahrál ve filmu Poslední lovec čarodějnic. Příležitostně hostuje v televizi, hlavní role ztvárnil v seriálech Wilfred (2011–2014) a Dirk Gently's Holistic Detective Agency (2016–2017).

## Biografie

### Dětství
Narodil se 28. ledna 1981 v Cedar Rapids, druhém největším městě v Iowě, jako druhé dítě Debbie a Warrenovi Woodovým. Má staršího bratra Zachariaha a mladší sestru Hannah.
Woodův herecký talent se začal projevovat v již velmi útlém věku, ale výrazněji uplatňovat se začal až na základní škole. Nejprve si zahrál menší roli ve školním představení muzikálu The Sound of Music a o rok později již získal titulní roli v představení Čaroděj ze země Oz. Od roku 1988 Wood příležitostně pracoval jako dětský model a herec v regionálních reklamách, ale jeho skutečná filmová kariéra začala, když mu bylo devět. V tomto věku ho jeho matka přihlásila do soutěže pro vyhledávání nových talentů Annual International Modeling and Talent Association Convention, kde si ho téměř okamžitě všiml hledač talentů Gary Scalzo, který Woodovi doporučil, aby se stal hercem. I na základě tohoto doporučení se rodina rozhodla přestěhovat do Los Angeles.
Svou první profesionální roli získal ve videoklipu zpěvačky Pauly Abdulové. Poté následovala malá rolička ve snímku Návrat do budoucnosti II (Back to the Future II) z roku 1989. V roce 1990
na sebe výrazně upozornil svým výkonem ve filmu Avalon, což mu téměř okamžitě přineslo další pracovní nabídky. Zahrál si např. ve snímcích Vnitřní záležitosti (Internal Affairs) s Richardem Gerem z roku 1990, Prázdniny v ráji (Paradise, 1991) s Melanií Griffithovou a Donem Johnsonem, Věčně mladý (Forever Young, 1992), kde si Wood zahrál s Melem Gibsonem a Jamie Lee Curtisovou nebo Dobrý synek (The Good Son, 1993), kde se mu hereckým partnerem stala tehdejší dětská hvězda první velikosti Macaulay Culkin.

### Herecké dospívání
V letech 1994 – 1999 si Wood zahrál ve dvou kritikou vysoce hodnocených filmech – Strom snů (The War, 1994), kde mu hereckým partnerem byl Kevin Costner a ve snímku režiséra Anga Leeho z roku 1997 Ledová bouře (The Ice Storm). V obou filmech Wood prokázal, že přestává být jen dětskou hvězdičkou a stává se nadmíru talentovaným mladým hercem.
Přestože si Wood dokázal vybírat herecky velmi přitažlivé a zajímavé role, nezanevřel ani na účast ve větších filmech či ve filmech tzv. „lehčích“ žánrů. Do této kategorie se dají řadit snímky Delfín Filip (Flipper, 1996), Drtivý dopad (Deep Impact) nebo Fakulta (The Faculty), oba filmy z roku 1998. Právě při natáčení Fakulty se Wood dozvěděl o castingu rolí do velkofilmu Pán prstenů, a přestože znal úmysl režiséra Petera Jacksona obsadit role hobitů pouze britskými herci, rozhodl se ucházet o roli Froda Pytlíka, jednu z nejdůležitějších postav v Tolkienově fantasy trilogii. Roli nakonec získal a tato událost významně ovlivnila nejen jeho profesionální, ale i soukromý život.

### Éra Pána prstenů
Roky 1999 – 2003 byly pro Wooda naprosto výjimečnou zkušeností. On sám o nich hovoří jako o vůbec největší profesní i osobní zkušenosti, kterou měl možnost zažít. V tomto období totiž natočil na Novém Zélandu všechny tři díly Pána prstenů. Zážitek byl o to silnější, že se celá trilogie natáčela najednou. Wood poznal natáčení skutečného velkofilmu, ovšem v nebývale rodinné a přátelské atmosféře.
První díl třídílné série – Pán prstenů: Společenstvo Prstenu (The Lord of the Rings: The Fellowship of the Ring, 2001) – měl celosvětový úspěch nejen mezi fanoušky Tolkienovy knihy, a z talentovaných, nicméně nepříliš známých herců (Wood, Sean Astin, Dominic Monaghan, Billy Boyd, Viggo Mortensen, Sean Bean, Orlando Bloom, Miranda Otto ad.), se takřka přes noc staly hvězdy. O filmu se mluvilo jako o milníku filmového průmyslu a z Petera Jacksona se stal jeden ze světově nejžádanějších režisérů. Vynikající úspěch snímku znásobily jedny z nejvyšších tržeb v historii filmového průmyslu. Tato čísla byla ovšem do jisté míry ovlivněna faktem, že Pán prstenů byl v podstatě „levný“ velkofilm, vyrobený skupinou filmových nadšenců. Následují další dva díly – Pán prstenů: Dvě věže (The Lord of the Rings: The Two Towers, 2002) a Pán prstenů: Návrat krále (The Lord of the Rings: The Return of the King, 2003) – které se podobně jako první díl staly celosvětovými hity. Trilogie Pán prstenů byla kladně přijata také odborným publikem. Mezi nejvýznamnější ocenění patří celkem 30 nominací na Oscara, z nichž bylo 17 nakonec proměněno. Úplný seznam nominací a proměněných nominací pro Pána prstenů najdete v oddíle Oscar – ocenění a nominace pro Pána prstenů.
Přes velice intenzivní práci na trilogii však Wood hrál i v jiných projektech: Řetěz bláznů (Chain of Fools, 2000), Sladkých 17 (Try seventeen nebo také All I Want), Prach a popel (Ash Wednesday; oba 2002) a Spy Kids 3-D: Game Over (2003). Všechny zmiňované snímky ovšem ve srovnání s Pánem prstenů zanikají, částečně i z důvodu spíše průměrné kvality.

### Období odpočinku
Po natočení Pána prstenů se Wood rozhodl nastoupit jinou, intimnější filmovou cestu. Zcela úmyslně volil menší, spíše nezávislé snímky, které mu poskytly nevelké, avšak zajímavé role. Role, které svojí povahou záměrně kontrastovaly s milým, sympatickým a přátelským Frodem. Ať už to byl lehce úchylný, neeticky jednající Patrick z filmu Věčný svit neposkvrněné mysli (Eternal Sunshine of the Spotless Mind, 2004), tichý kanibal Kevin z Rodriguezova Sin City – město hříchu (Sin City, 2005), introvertní podivín Jonathan hledající na Ukrajině ženu, která za druhé světové války zachránila jeho dědečka v režijní prvotině amerického herce Lieva Schreibera Naprosto osvětleno (Everything Is Illuminated, 2005) nebo zprvu vzorný americký student Matt, který byl po nespravedlivém obvinění těsně před promocí vyhozen z Harvardu a jenž díky tomu poznal drsný svět anglických „hooligans“ ve snímku Hooligans (Green Street Hooligans, 2005), všechny zmiňované Woodovy postavy v sobě měly něco více či méně znepokojivého, podivného až perverzního. Ovšem pro herce, který byl stále spojován především s rolí Froda, byl tento typ rolí nejlepším způsobem, jak pomalu, ale jistě vystoupit ze stínu Pána prstenů.

### Po roce 2005
V roce 2006 se ve Woodově filmografii objevily čtyři snímky – Paříži, miluji tě, film poskládaný z pětiminutových snímků dvaceti různých režisérů všech možných stylů a žánrů, vypovídajících o životě ve vybraných částech Paříže, a animovaný Happy Feet, kde Wood propůjčil hlas tučňákovi, který jako jediný v Zemi tučňáků neumí zpívat, zato je ale nejlepším stepařem ze všech, a další dva filmy v postprodukci – Day Zero, snímek o třech přátelích povolaných do armády v době krize, a Bobby, fiktivní příběh dvaceti dvou lidí ovlivněných posledními hodinami života senátora Roberta F. Kennedyho, kandidáta na prezidenta USA.
Na konci roku 2006 hrál ve filmu o Iggym Popovi The Passenger, ve kterém Wood ztvární titulní roli. V roce 2013 si pak po boku Vina Diesla a Rose Leslie zahrál ve filmu Poslední lovec čarodějnic.

## Filmografie

### Film
| Rok  | Název                                        | Role                                           | Poznámky               |
| ---- | -------------------------------------------- | ---------------------------------------------- | ---------------------- |
| 1989 | Návrat do budoucnosti II                     | Video-Game Boy #2                              |                        |
| 1990 | Vnitřní záležitosti                          | Sean Stretch                                   |                        |
| 1990 | Vražda mého otce                             | Luke                                           | TV film                |
| 1990 | Avalon                                       | Michael Kaye                                   |                        |
| 1991 | Prázdniny v ráji                             | Willard Young                                  |                        |
| 1991 | I'm No Fool on Wheels                        | Pinocchio                                      | krátkometrážní film    |
| 1992 | Day-O                                        | Dayo                                           | TV film                |
| 1992 | Navždy mladý                                 | Nat Cooper                                     |                        |
| 1992 | Radio Flyer                                  | Mike                                           |                        |
| 1993 | The Witness                                  | Little Boy                                     | krátkometrážní film    |
| 1993 | Dobrodružství Hucka Finna                    | Huckleberry Finn                               |                        |
| 1993 | Dobrý synek                                  | Mark Evans                                     |                        |
| 1994 | Všude dobře, doma nejlíp                     | North                                          |                        |
| 1994 | Strom snů                                    | Stuart Simmons                                 |                        |
| 1996 | Delfín Filip                                 | Sandy Ricks                                    |                        |
| 1997 | Ledová bouře                                 | Mikey Carver                                   |                        |
| 1997 | Oliver Twist                                 | Jack Dawkins                                   |                        |
| 1998 | Drtivý dopad                                 | Leo Biederman                                  |                        |
| 1998 | Fakulta                                      | Casey Connor                                   |                        |
| 1999 | Střípky vzpomínek                            | Barney Snow                                    |                        |
| 1999 | Černá a bílá                                 | Wren                                           |                        |
| 2000 | Řetěz bláznů                                 | Mikey                                          |                        |
| 2001 | Pán prstenů: Společenstvo Prstenu            | Frodo Pytlík                                   |                        |
| 2002 | Prach a popel                                | Sean Sullivan                                  |                        |
| 2002 | Pán prstenů: Dvě věže                        | Frodo Pytlík                                   |                        |
| 2002 | Dobrodružství Toma Palečka a Malenky         | Tom Paleček (hlas)                             |                        |
| 2002 | Sladkých sedmnáct                            | Jones Dillion                                  |                        |
| 2003 | Pán prstenů: Návrat krále                    | Frodo Pytlík                                   |                        |
| 2003 | Spy Kids 3: Game Over                        | muž                                            | Cameo                  |
| 2004 | Věčný svit neposkvrněné mysli                | Patrick                                        |                        |
| 2005 | Sin City – město hříchu                      | Kevin                                          |                        |
| 2005 | Naprosto osvětleno                           | Jonathan Safran Foer                           |                        |
| 2005 | Hooligans                                    | Matt Buckner                                   |                        |
| 2006 | Bobby                                        | William Avary                                  |                        |
| 2006 | Happy Feet                                   | Mumble (hlas)                                  |                        |
| 2006 | Paříži, miluji Tě                            | Le garçon                                      |                        |
| 2007 | Den zlomu                                    | Aaron Feller                                   |                        |
| 2008 | The Oxford Murders                           | Martin                                         |                        |
| 2009 | Číslo 9                                      | #9 (hlas)                                      |                        |
| 2009 | Beyond All Boundaries                        | Wilfred Hanson / kapitán John C. Chapin (hlas) | krátkometrážní film    |
| 2010 | Romantici                                    | Chip Hayes                                     |                        |
| 2010 | Full of Regret                               | Mouse                                          | krátkometrážní film    |
| 2011 | Fight for Your Right Revisited               | Ad-Rock                                        | krátkometrážní film    |
| 2011 | Happy Feet 2                                 | Mumble (hlas)                                  |                        |
| 2011 | I Think Bad Thoughts                         | Mouse                                          | krátkometrážní film    |
| 2011 | The Death and Return of Superman             | Hank Henshaw/Cyborg Superman                   | krátkometrážní film    |
| 2012 | Celeste a Jesse navždy                       | Scott                                          |                        |
| 2012 | Revenge for Jolly!                           | Thomas                                         |                        |
| 2012 | The Narrative of Victor Karloch              | William Merriwether (hlas)                     | krátkometrážní film    |
| 2012 | Maniak                                       | Frank                                          |                        |
| 2012 | Hobit: Neočekávaná cesta                     | Frodo Pytlík                                   |                        |
| 2013 | Pawn Shop Chronicles: Historky ze zastavárny | Johnny Shaw                                    |                        |
| 2013 | Symfonie strachu                             | Tom Selznick                                   |                        |
| 2013 | Setup, Punch                                 | Reuben Stein                                   | krátkometrážní film    |
| 2014 | Cooties                                      | Clint Hadson                                   | také producent         |
| 2014 | A Girl Walks Home Alone at Night             |                                                | producent              |
| 2014 | Ten, co tě sleduje                           | Nick Chambers                                  | také výkonný producent |
| 2014 | The Wind Rises                               | Sone (hlas)                                    |                        |
| 2014 | Rozzářit hvězdy                              | John Malcolm Brinnin                           | také producent         |
| 2015 | The Boy                                      |                                                | producent              |
| 2015 | Poslední lovec čarodějnic                    | 37. Dolan                                      |                        |
| 2016 | The Trust                                    | seržant David Waters                           |                        |
| 2016 | The Greasy Strangler                         |                                                | producent              |
| 2017 | I Don't Feel at Home in This World Anymore   | Tony                                           |                        |
| 2018 | Mandy                                        |                                                | producent              |

### Televize
| Rok        | Název                                                                       | Role                                   | Poznámky                                            |
| ---------- | --------------------------------------------------------------------------- | -------------------------------------- | --------------------------------------------------- |
| 1994       | Frasier                                                                     | Ethan (hlas)                           | díl: „Hádej, kdo přijde na snídani“                 |
| 1996       | Adventures from the Book of Virtues                                         | Icarus (hlas)                          | díl: „Responsibility“                               |
| 1996       | Zločin v ulicích                                                            | McPhee Broadman                        | díl: „The True Test“                                |
| 2002       | Osbournovi                                                                  | sám sebe                               | díl: „Bark at the Moon“                             |
| 2002       | Franklin                                                                    | Coyote (hlas)                          | díl: „Franklin in Two Places/Franklin's First Star“ |
| 2004       | Tatík Hill a spol.                                                          | Jason (hlas)                           | díl: „Girl, You'll Be a Giant Soon“                 |
| 2005       | I'm Still Here: Real Diaries of Young People Who Lived During the Holocaust | Klaus Langer / Dawid Rubinowicz (hlas) | TV dokument                                         |
| 2006       | Americký táta                                                               | Ethan (hlas)                           | díl: „Iced, Iced Babies“                            |
| 2006       | Freak Show                                                                  | Freak Mart Squirrel (hlas)             | díl: „Mohel-Me-Not: Part 1“                         |
| 2006, 2011 | Robot Chicken                                                               | různé hlasy                            | 2 díly                                              |
| 2007       | Yo Gabba Gabba!                                                             | sám sebe                               | Episode: "Eat"                                      |
| 2009       | Saturday Night Live                                                         | sám sebe                               | díl: „Ryan Reynolds/Lady Gaga“                      |
| 2010       | Glenn Martin, DDS                                                           | Chester Chislehurst (hlas)             | díl: „Camp“                                         |
| 2010       | Griffinovi                                                                  | sám sebe (hlas)                        | díl: „Brian Griffin's House of Payne“               |
| 2011       | Funny or Die uvádí...                                                       | James                                  | díl: 208                                            |
| 2011–2014  | Wilfred                                                                     | Ryan Newman                            | 49 dílů                                             |
| 2012       | Ostrov pokladů                                                              | Ben Gunn                               | TV film                                             |
| 2012       | Red vs. Blue                                                                | Sigma (hlas)                           | internetový seriál                                  |
| 2012–2013  | Tron: Povstání                                                              | Beck (hlas)                            | 19 dílů                                             |
| 2014       | Za zdí zahrady                                                              | Wirt (hlas)                            | 10 dílů                                             |
| 2016–2017  | Dirk Gently's Holistic Detective Agency                                     | Todd Brotzman                          | 18 dílů                                             |
| 2018       | Táborový ostrov                                                             | Yeti (hlas)                            | díl: „Saxophone Come Home“                          |
| 2018       | Star Wars: Odboj                                                            | Jace Rucklin (hlas)                    | 2 díly                                              |

## Ocenění a nominace
Academy of Interactive Arts & Sciences, USA:
- 2004 – oceněn za Vynikající výkon při ztvárnění postavy v kategorii Muži (Outstanding Achievement in Character Performance – Male) za film Pán prstenů: Návrat krále

Academy of Science Fiction, Fantasy & Horror Films, USA:
- 1994 – získal cenu Saturn za Nejlepší výkon v kategorii Mladší herci – Thriller/Fantasy za film Dobrý synek
- 2003 – nominován na cenu Saturn za Nejlepší výkon v kategorii Mladší herci (Best Performance by a Younger Actor) za film Pán prstenů: Dvě věže
- 2004 – získal cenu Saturn pro Nejlepšího herce za film Pán prstenů: Návrat krále

Broadcast Film Critics Association Awards:
- 2004 – oceněn za Nejlepší herecký kolektiv (Best Acting Ensemble) za film Pán prstenů: Návrat krále

Screen Actors Guild Awards:
- 2002 – nominován v kategorii Herec za vynikající výkon v kinofilmu (Actor for Outstanding Performance by the Cast of a Theatrical Motion Picture) za snímek Pán prstenů: Společenstvo Prstenu
- 2003 – nominován v kategorii Herec za vynikající výkon v kinofilmu (Actor for Outstanding Performance by the Cast of a Theatrical Motion Picture) za film Pán prstenů: Dvě věže
- 2004 – oceněn v kategorii Herec za vynikající výkon ve filmu (Actor for Outstanding Performance by a Cast in a Motion Picture) za snímek Pán prstenů: Návrat krále

Teen Choice Awards:
- 2004 – nominován v kategorii Filmový herec v dramatu, akčním nebo dobrodružném filmu (Choice Movie Actor – Drama/Action Adventure) za film Pán prstenů: Návrat krále

DVD Exclusive Awards:
- 2003 – nominován za Nejlepší audiokomentář za film Pán prstenů: Dvě věže

DVD Premiere Award:
- 2003 – nominován společně s Ianem McKellenem, Liv Tyler a dalšími herci za Nejlepší audiokomentář, nové vydání (Best Audio Commentary, New Release) za film Pán prstenů: Společenstvo Prstenu, rozšířené vydání

MTV Movie Awards:
- 2002 – nominován v kategorii Nejlepší mužský herecký výkon za film Pán prstenů: Společenstvo Prstenu
- 2003 – oceněn za Nejlepší (herecký) kolektiv na plátně (Best On-Screen Team) za film Pán prstenů: Dvě věže

National Board of Review, USA:
- 2003 – získal cenu NBR v kategorii Nejlepší výkon (hereckého) kolektivu (Best Ensemble Performance) za snímek Pán prstenů: Návrat krále

Visual Effects Society Awards:
- 2003 – oceněn v kategorii Nejlepší mužský herecký výkon ve filmu s efekty (Best Performance by an Actor in an Effects Film) za snímek Pán prstenů: Dvě věže

Empire Awards, UK:
- 2002 – získal cenu pro Nejlepšího herce za film Pán prstenů: Společenstvo Prstenu

Young Hollywood Awards:
- 2002 – získal cenu pro Nejžhavějšího a nejlepšího mladého hereckého veterána v kategorii Muži (Hottest, Coolest Young Veteran – Male)

Blockbuster Entertainment Awards:
- 1999
  - nominován v kategorii Nejoblíbenější herec v hlavní roli v hororu (Favorite Actor – Horror) za film Fakulta
  - nominován v kategorii Nejoblíbenější herec ve vedlejší roli ve sci-fi (Favorite Supporting Actor – Sci-Fi) za snímek Drtivý dopad

Young Artist Awards:
- 1991 – nominován v kategorii Nejlepší mladý herec ve filmu (Best Young Actor Starring in a Motion Picture) za snímek Avalon
- 1991 – nominován v kategorii Nejlepší mladý herec v TV filmu, pilotním nebo zvláštním dílu seriálu (Best Young Actor Starring in a TV Movie, Pilot or Special) za film Child in the Night
- 1992 – nominován v kategorii Nejlepší mladý herec ve filmu (Best Young Actor Starring in a Motion Picture) za snímek Prázdniny v ráji
- 1993 – oceněn v kategorii Nejlepší mladý herec ve filmu (Best Young Actor Starring in a Motion Picture) za snímek Radio Flyer
- 1995 – nominován v kategorii Nejlepší výkon mladého herce ve filmu (Best Performance by a Young Actor Starring in a Motion Picture) za snímek Všude dobře, doma nejlíp
- 1997 – nominován v kategorii Nejlepší výkon v dramatickém seriálu – Hostující mladý herec (Best Performance in a Drama Series – Guest Starring Young Actor) za epizodu ze seriálu Homicide: Life on the Street
- 1998 – nominován v kategorii Nejlepší výkon v hraném filmu – Mladý herec ve vedlejší roli (Best Performance in a Feature Film – Supporting Young Actor) za film Ledová bouře

YoungStar Awards:
- 1995 – nominován v kategorii Nejlepší výkon mladého herce v dramatu za snímek Strom snů
- 1997 – nominován v kategorii Nejlepší výkon mladého herce v komedii za film Delfín Filip
- 1998
  - oceněn za Nejlepší výkon mladého herce v dramatu za film Drtivý dopad
  - oceněn za Nejlepší výkon mladého herce v miniseriálu/TV filmu za snímek Oliver Twist

ShoWest Convention, USA:
- 1994 – získal cenu ShoWest pro Mladou hvězdu roku